# Barzillai
Barzillai is een persoon uit de Hebreeuwse Bijbel (het Oude Testament). Hij komt onder andere voor in het Bijbelboek II Samuel. Barzillai had een aantal zonen waar Adriël een van was, zijn moeder heette Mechola.
Toen David in Machanaïm aankwam, werd hij bevoorraad door Sobi, de zoon van Nachas, uit Rabba, de hoofdstad van Ammon, door Machir, de zoon van Ammiël, uit Lo-Debar en door de Gileadiet Barzillai uit Rogelim.